# Ashoka

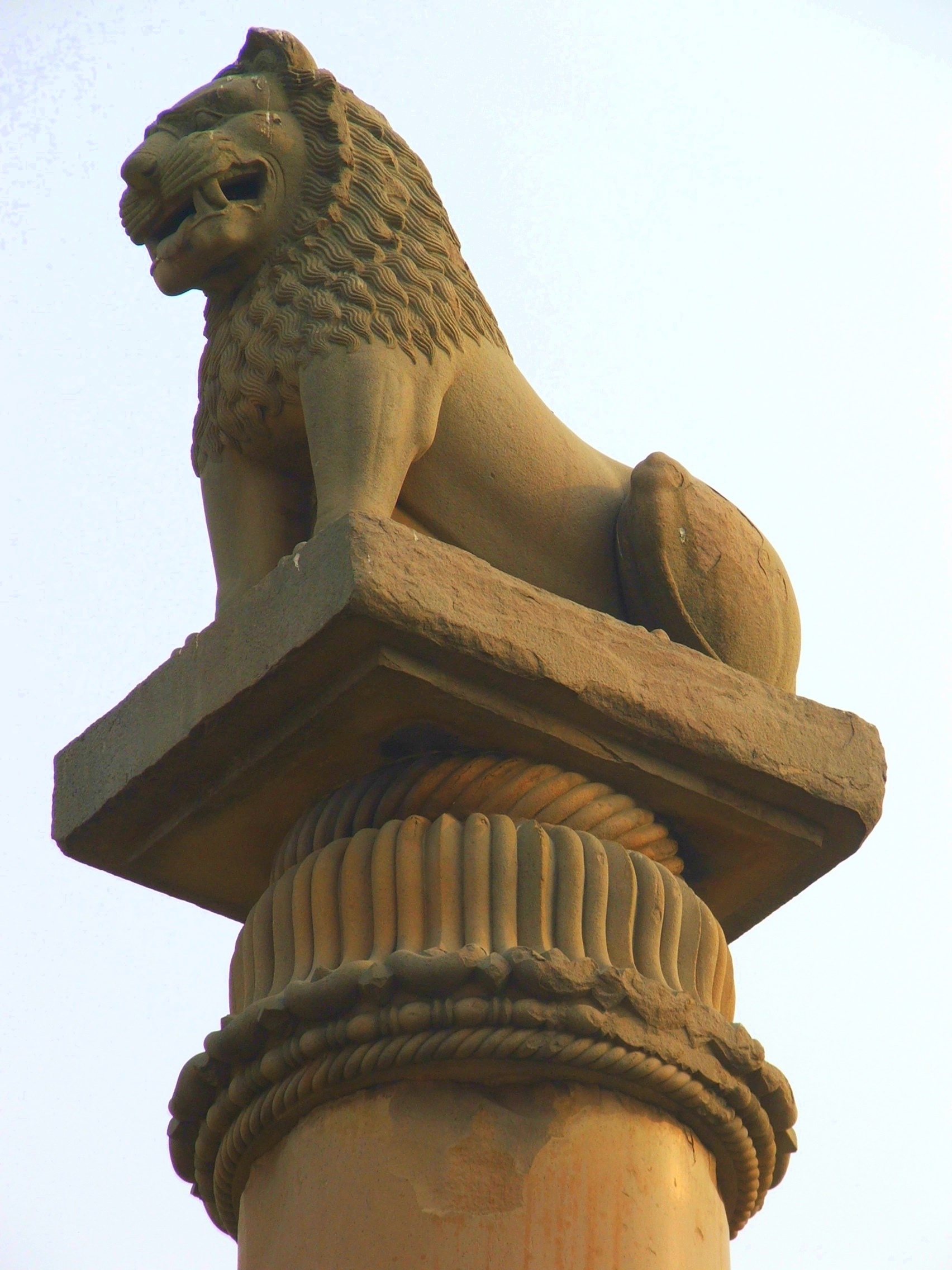
Säule des Ashoka in Vaishali, Bihar

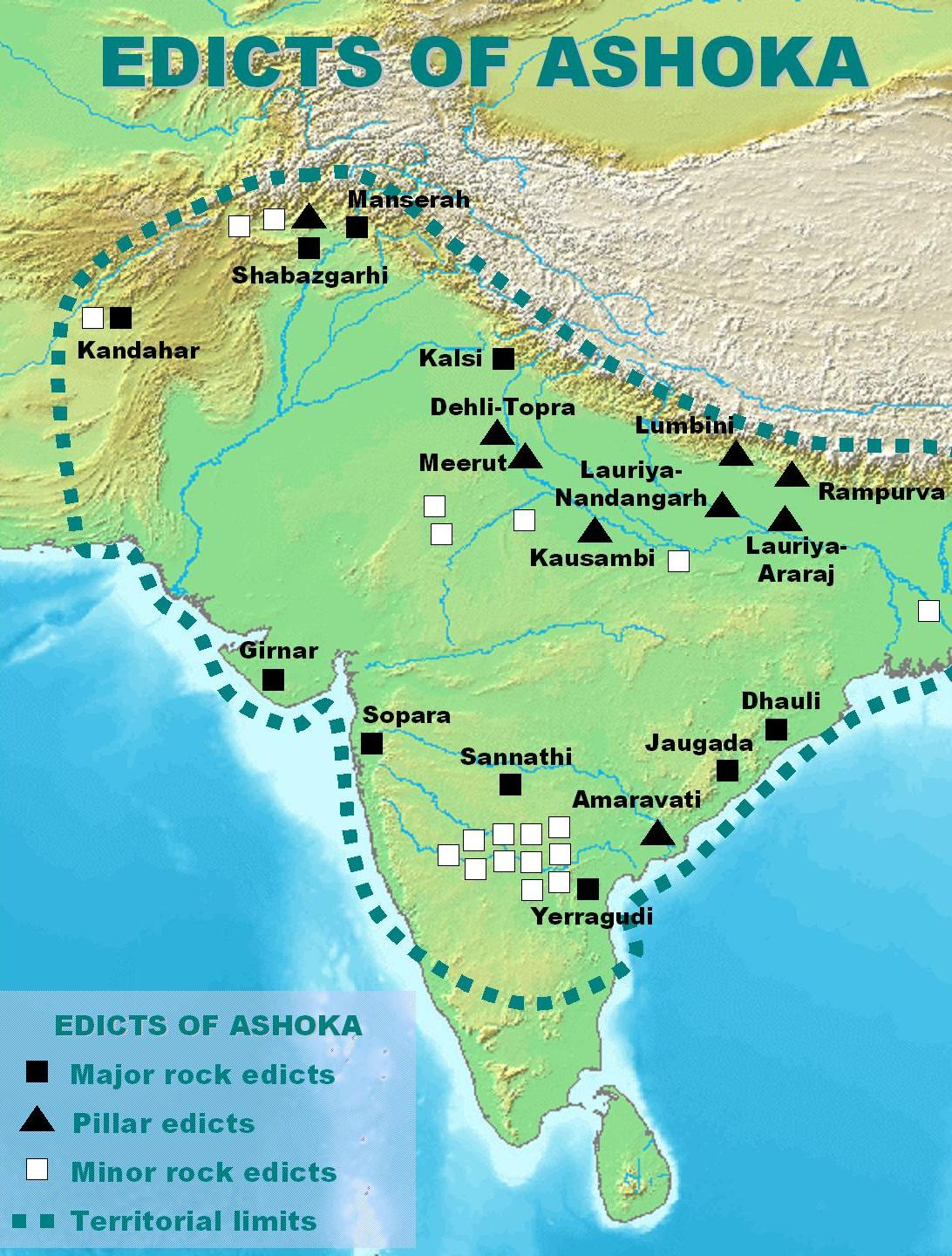
Reichsgrenzen und Edikte

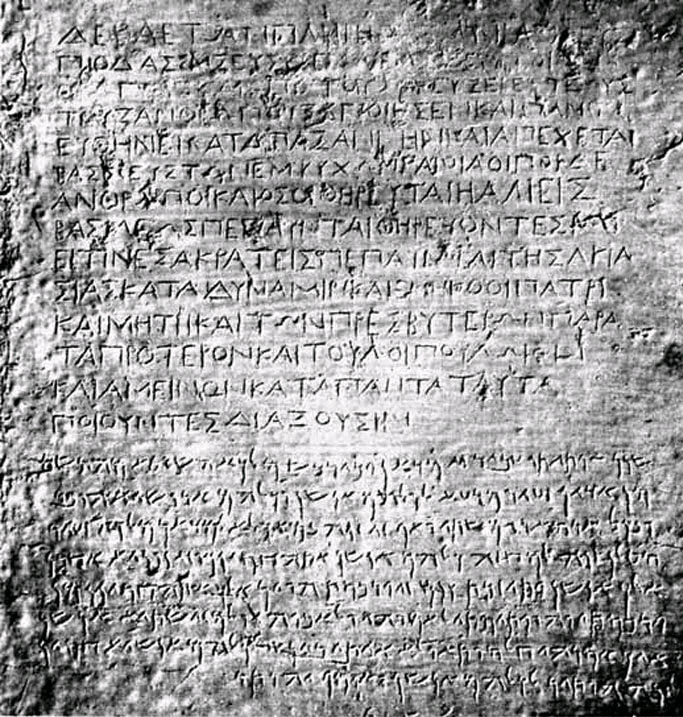
Bilinguale Inschrift in Griechisch und Aramäisch von König Ashoka, Kandahar (Shar-i-kuna); Kabul Museum.

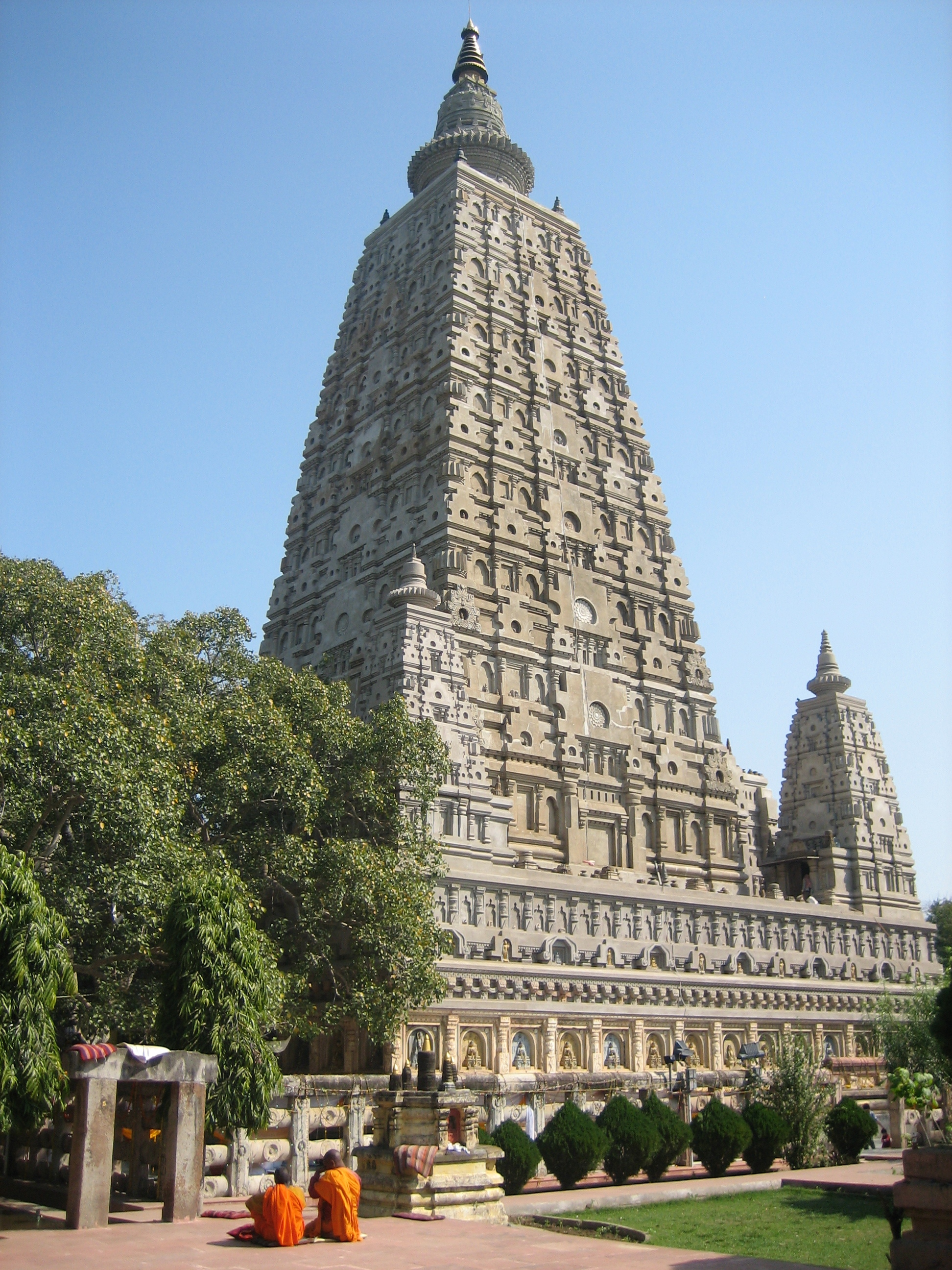
Mahabodhi-Tempel, erbaut von Ashoka etwa 250 v. Chr.

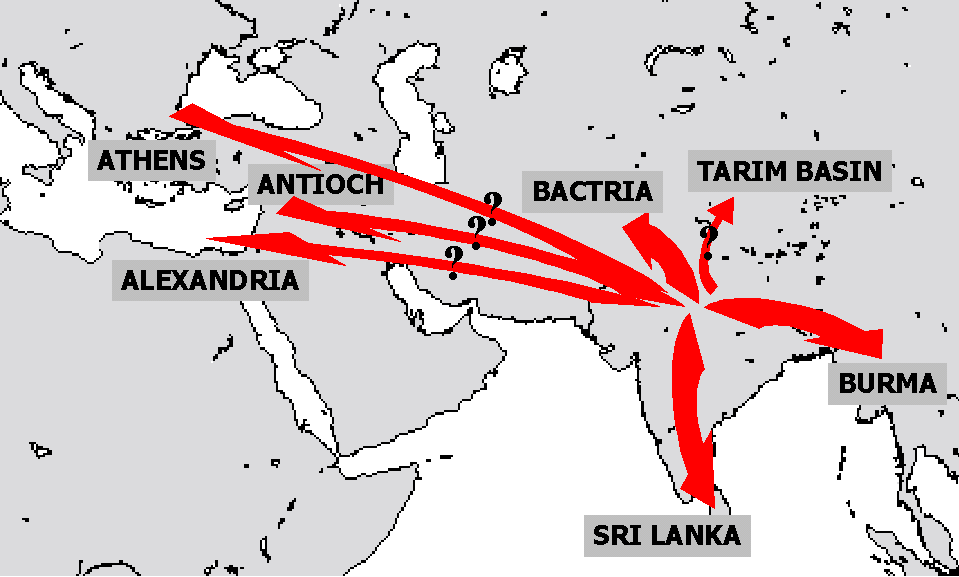
Buddhistische Gesandtschaften zur Zeit des Ashoka (Buddhismus im Westen, Graeco-Buddhismus)

Aśoka oder (im englischen Sprachraum) Ashoka (Sanskrit: अशोक, Aśoka; eigentlich Aśokavardhana, Sanskrit अशोकवर्धनाः aśokavardhanāḥ; auch: Aśoka Adiraja „Erster König Aśoka“; * 304 v. Chr. in Nord-Indien; † 232 v. Chr.) war ein Herrscher der indischen Dynastie der Maurya. Er regierte in den Jahren 268–232 v. Chr.; er war der Sohn von Bindusara (reg. ca. 298–272 v. Chr.) und Enkel des Dynastiegründers Chandragupta Maurya (reg. ca. 317–297 v. Chr.), der im nordostindischen Reich Magadha (Gebiet des heutigen Bihar) – dem Kernland des frühen Buddhismus – die Grundlagen für das größte Reich der indischen Antike gelegt hatte.

## Leben und Werk
Chandragupta herrschte von ca. 317 bis ca. 297 v. Chr. Sein Nachfolger war sein Sohn Bindusara. Ihm folgte wiederum, nach heutigem Forschungsstand im Jahr 268 v. Chr., dessen Sohn Ashoka als dritter Herrscher der Maurya-Dynastie. Bevor Ashoka die Herrschaft antrat, war er Statthalter seines Vaters in der Stadt Taxila im Nordwesten des Reiches.
Zunächst war Ashoka damit befasst, das wachsende Großreich durch neue Eroberungen zu erweitern, wobei er teilweise mit äußerster Härte vorging. Die letzte Etappe auf diesem Weg bildete die Einnahme von Kalinga mit der Hauptstadt Toshali im Osten Indiens (Gebiet des heutigen Orissa) im Jahr 261 v. Chr. Nach der blutigen und verlustreichen Unterwerfung Kalingas wurde Ashoka angesichts des Leids und Elends, die seine Eroberungszüge mit sich brachten, von einer psychischen Krise erfasst. Quelle dafür ist ein Selbstzeugnis – eine Felsinschrift, die vier Jahre später angefertigt wurde; demnach sei ein militärischer Sieg sinnlos, bedeutend sei nur der Sieg des Dharma.
Ashoka scheint kurz darauf – auf dem Höhepunkt seiner Macht um 258 v. Chr. – zum Buddhismus konvertiert zu sein und beschloss, auf weitere Eroberungen zu verzichten und das Reich zu konsolidieren. Möglicherweise sah er, dass die Eroberung der großen „weißen Flächen“ Zentral- und Südindiens die Ressourcen des Reichs überstrapazieren und es in weitere Kriege wie den um Kalinga stürzen würde. Fortan widmete sich Kaiser Ashoka als buddhistischer Laienanhänger gezielt der Friedensförderung und der sozialen Wohlfahrt. Er verbot die Kriegsführung und ermahnte seine Untertanen, auf Gewaltanwendung zu verzichten (unter anderem durch Verbot der blutigen Tieropfer und Propagierung des Vegetariertums). Jede Aggression ablehnend, strebte er fortan nach freundschaftlichen Beziehungen mit seinen Nachbarn wie den Seleukiden und den Griechen in Baktrien. Allerdings scheint Ashoka keine grundlegende Reform der indischen Gesellschaft, verbunden mit einer klaren Zielvorstellung, betrieben zu haben; vielmehr ging es wohl um die Formulierung bzw. Festlegung eines Standards von sozialem Verhalten.
In seinem Reich unterstellte er die Verwaltung der staatlichen Kontrolle, beendete die steuerliche Willkür, förderte die gerechte Verteilung von Landbesitz, errichtete Schulen und Krankenhäuser (auch Tierhospitäler) und ließ die Prinzipien seiner auf den Lehren des Buddhismus – möglicherweise auch auf älteren jainistischen Einflüssen – beruhenden Politik im ganzen Land verbreiten (siehe: Säulen-Edikte des Ashoka).
Seine Maßnahmen schienen aber von Anfang an auch auf Widerstand zu stoßen. Ein Felsedikt beginnt mit den Worten: „Tugendreiche Taten sind schwer durchzuführen“. Um die Verbreitung der buddhistischen Lehre (dhamma) zu kontrollieren und den Widerstand zu brechen, setzte er hohe Beamte als Dhamma-Mahamatras (Großinspektoren der buddhistischen Lehre) ein. Sie sollten die Verkündigung und Einhaltung der Lehre überwachen.
Trotz seines religiösen Anliegens erwies sich Ashoka als Realpolitiker. Darin spiegelt sein Handeln die zeitgenössische Trennung zwischen dem Rad des Dharma (Moral) und dem Rad des Staates. Während er im ganzen Reich seine Reue über die Gräueltaten bei der Eroberung Kalingas kundtat, dachte er doch nie daran, Kalinga die Selbständigkeit wiederzugeben oder die von dort Verschleppten zurückkehren zu lassen. Widerstand bedrohte er sogar mit dem Tode. In den Felsedikten in Kalinga ist hingegen nichts von Reue zu lesen, hier verkündete er seine guten Absichten und seine Friedfertigkeit, indem er einmeißeln ließ: „Alle Menschen sind für mich wie meine Kinder … Sie sollen keine Angst vor mir haben und sollen mir vertrauen“. Möglicherweise sind die Ashoka vor seiner Bekehrung zugeschriebenen Verbrechen – sie gehen bis zum Vorwurf des Brudermordes – jedoch auch ein Argument buddhistischer Propaganda, die sie stark übertreibt, um die anschließende Bekehrung umso wunderbarer erscheinen zu lassen.
Das Reich war unter Ashoka in fünf Bereiche eingeteilt. Im Zentrum lag Magadha mit der Reichshauptstadt Pataliputra. Er zentralisierte die Verwaltung des großen Reiches, das einen großen Teil des indischen Subkontinents – mit Ausnahme Südindiens – umfasste. Man muss hierbei jedoch berücksichtigen, dass es sehr große Bereiche gab, die von der staatlichen Zentralgewalt nicht erfasst wurden, wie beispielsweise der große zentralindische Raum. Eine straffe staatliche Kontrolle ist vor allem für das Yamuna-Gebiet belegt. Über die späte Zeit des Maurya-Reiches ist nur wenig aus Texten bekannt. Königliche Inschriften ließen Ashokas Nachfolger nicht verfassen. Buddhistische Quellen besagen, dass sich die Zerfallserscheinungen schon in den letzten Jahren unter Ashoka bemerkbar machten. Der letzte Angehörige der Maurya-Dynastie, Brihadratha, wurde 185 v. Chr. von seinem General Pushyamitra Shunga ermordet, der später das von Ashoka verbotene Pferdeopfer wieder einführte.
Die Herrschaft des Ashoka war auch und vor allem für den Buddhismus, den er – unter gleichzeitiger Respektierung auch anderer Lehren – unermüdlich förderte, von großer Bedeutung. Während seiner Herrschaft fasste die Lehre auch in Sri Lanka Fuß. Überdies entsandte er erste religiöse Gesandtschaften nach Kleinasien, ins Seleukiden-, Ptolemäer- und Antigonidenreich, die die Kunde von der friedfertigen buddhistischen Botschaft verbreiten sollten. Es ist jedoch ungewiss, ob Ashokas Gesandte jemals in Ägypten oder Makedonien angekommen sind. Unter seiner Patronage fand im Jahre 253 v. Chr. oder 250 v. Chr. ein buddhistisches Konzil statt, das nach Pataliputra (heute: Patna), der Hauptstadt des Maurya-Reiches, einberufen wurde.
Historisch gilt Ashoka als einer der größten Herrscher der indischen Antike und als erster indischer Herrscher, der unbestritten ethische Anliegen in die Politik einbrachte. In Indien wird er bis heute als herausragender Vertreter einer gerechten und friedfertigen Politik verehrt.

## Missionen in den westlichen Kulturraum
Im 13. Felsenedikt wurden die Könige und damit Gebiete benannt, zu denen Ashoka seine Missionare entsandte:
- Amtiyoka – Antiochos II. Theos (261–246 v. Chr.) König des Seleukidenreiches;
- Turamaya – Ptolemaios II. Philadelphos (285–247 v. Chr.) von Ägypten;
- Amtekina – Antigonos II. Gonatas (276–239 v. Chr.) von Makedonien;
- Maga – Magas von Kyrene (um 300–250 v. Chr.);
- Alikasumdara – entweder Alexander II. von Epirus (272–255 v. Chr.) oder Alexander von Korinth (252–244 v. Chr.)

Im 2. Felsenedikt wurde nur Antiochos II. erwähnt und die anderen Regenten als seine Samantas (Nachbarkönige) bezeichnet.
Ashoka entsandte buddhistische Mönche an die Regierungssitze hellenistischer Herrscher.

Im Vergleich: Geopolitische Kräfte- und Herrschaftszentren um 200 v. Chr.: Diadochenreiche (Ptolemäer, Seleukiden, Pergamon, Makedonier, Griechisch-Baktrisches Königreich), ferner Kusch, Parther und Maurya-Reich.

## Film
- Der Bollywoodfilm Asoka – Der Weg des Kriegers von 2001 nimmt Anleihen beim Leben des altindischen Herrschers.
- Die ZDF-Dokumentation der Reihe Terra X Ashoka – Der indische Krieger Buddhas stellt die Lebensgeschichte Ashokas nach.